# Châteauneuf-sur-Charente
Châteauneuf-sur-Charente è un comune francese di 3 496 abitanti situato nel dipartimento della Charente, nella regione della Nuova Aquitania.

## Società

### Evoluzione demografica
Abitanti censiti

## Monumenti e luoghi d'interesse
- Chiesa di San Pietro, è la chiesa parrocchiale del paese. È di stile romanico/gotico, con una bella facciata romanica e un portale strombato con elegante porta d'ingresso alla chiesa arricchita da bandelle finemente lavorate risalenti alla metà del XIX secolo. Essa è classificata come Monumento storico di Francia dal 1862.

- Chiesa di Saint-Surin, risalente originariamente al secolo VIII. Nel secolo XI fu soprelevata e dotata di volta. Fu donata all'abbazia di Saint-Florent de Saumur dal vescovo di Angoulême Gérard de Blaye nel 1114. Lasciata andare, fu sconsacrata e venduta proprio quando stava per essere iscritta nel registro dei monumenti storici. Nel 1982 nacque un'associazione per il suo restauro. Essa è classificata come Monumento storico di Francia dal 1925[2].